# حادث العبارة سالم إكسبريس
كانت سفينة سالم إكسبرس سفينة ركابٍ غَرقت في البحر الأحمر، وقد تسبب غرقها في إثارة ضجّةٍ كبيرةٍ بسبب الخسائر الفادحة في الأرواح. غرقت السفينة بعد وقتٍ قصيرٍ من اصطدامها بشعاب مرجانية في حوالي الساعة الـ 11:13 مساءً من يوم السبت الموافق الرابع عشر من كانون الأول/ديسمبر 1991.

## التركيب
كانت سالم إكسبرس (أو إكسبريس) هي سفينةُ دحرجةٍ تعملُ منذ 25 سنة – قبل غرقها – حيثُ انتقلت ملكيّتها على مرِّ السنوات بين عددٍ من الشركات كما أبحرت عبر عددٍ من البحار المختلفة وفي مناطق متعددة حول العالَم.
كانت السفينة تحملُ في البداية اسم فريد سكاماروني (بالفرنسية: Fred Scamaroni)‏ وهو عضوٌ في المقاومة الفرنسية في الحرب العالمية الثانية أُسِِرَ وعُذِّبَ إلى أن قتل نفسه في زنزانته دون أن يكشف عن مهمته لآسريه. بدأَ بناء وهيكلة السفينة في حزيران/يونيو 1963، ثمّ بدأ تشغيلها بشكلٍ تدريجيّ في تشرين الثاني/نوفمبر 1964 قبل أن تُسلَّمَ في حزيران/يونيو من عام 1965 إلى شركة خاصّة في مرسيليا بدولة فرنسا.
تأخَّر إبحارُ السفينة رسميًا بسببِ حريقٍ شبَّ في غرفة المحرك في السادس والعشرين من حزيران/يونيو 1966، لكنها أبحرت في نفس الشهر – بعد عمليّات الإصلاح – في أول مسارٍ لها بين مديتي مرسيليا - أجاكسيو. اصطدمت السفينة في كانون الثاني/يناير 1967 برصيفٍ في مدينة أجاكسيو – التي أبحرت لها لأول مرة – كما شبَّ حريقٌ فيها في نيسان/أبريل 1970 خلال إبحارها نحو مدينة باستيا، وارتطمت بقاع البحر أثناء إبحارها من دونكيرك إلى رامسغات عام 1980، ثمّ تسبَّبت في ازدحامٍ مروري بسبب بُطءِ تحميل الشاحنات.
بيعت السفينة عام 1988 لشركة ساماتور شيبينغ (بالإنجليزية: Samatour Shipping)‏ التي تتخذُ من السويس في مصر مقرًا لها، حيث أُطلق عليها اسم عبَّارة سالم إكسبرس وكان مسارها المُقرَّر بين السويس ومدينة جدة في المملكة العربية السعودية.

## الرحلة النهائية
أبحرت عبَّارة سالم إكسبرس في رحلتها الأخيرة – وهي رحلةٌ معتادةٌ عليها – من مدينة جدة بالمملكة العربية السعودية إلى سفاجا بمصر في رحلةٍ بحريّةٍ تبلغُ 450 ميلاً وتستغرقُ حوالي 36 ساعة. كانت العبَّارة تنوي إيصال 350 راكبًا لسفاجا قبل الاستمرار في الإبحار شمالًا إلى السويس، وكانت معتادة على هذا المسار البحريّ على اعتبار أنها تُبحر فيهِ منذ 1988.
تأخَّر موعد الرحلة ليومينِ في المملكة العربية السعودية بسبب عطلٍ ميكانيكي، ثمّ انطلقت تغوصُ في البحر بعد ذلك حيث كان غالبيّة ركابها من الجنسية المصرية بل إنَّ معظمهم من العمال ذوي الأجور المتدنية الذين يُسافرون إلى منازلهم بالقواربِ لقضاء الإجازات. مائة وخمسون من الركّاب كانوا عائدين من الحج في مكة، وهذا ما أكَّده حطام السفينة حيث عُثر على أمتعة معبأة بالهدايا التي كان ينقلها لأفراد أسرهم فضلًا عن ملابس الحجّ التي حجَّ بها بعضُ الحجيج.

## السبب
جَنَحَت السفينةُ على شِعاب مرجانيّة على بُعد 6 حتى 10 أميالٍ من الشاطئ وذلك بعد انحرافها عن مسارها المُخطَّط. أحدثت الشعاب المرجانية ثقبًا في مقدمة السفينة وهو ما تسبَّبَ في تسرب مياه البحر إلى سطح العبَّارة.
يقول السجلُّ الرسمي في خسائر لويدز البحرية:
أثناء اقترابه من سفاجا في منتصف الليل وفي ظلِّ طقسٍ عاصفٍ، أخذ الربان طريقًا مختصرًا غير مصرحٍ به للمرور ليلًا. اصطدمت العبَّارة بشعابٍ مرجانيةٍ وغرقت في غضون 20 دقيقة.
زعَمت التقارير الأوليّة أن السفينة انحرفت عن مسارها وسط الرياح العاتية، وقد أكَّد هذا الضابط الثاني للسفينة خالد ممدوغ أحمد الذي كانت وظيفته رسم المسار في الميناء الذي ادعى أنه لم يتم إجراء أي تغييراتٍ في المسار. نقلت إذاعة القاهرة المملوكة للدولة عن مسؤولين في شركة سماطور قولهم إن السفينة انحرفت عن مسارها في ظلِّ الأحوال الجوية السيئة وإن المحاولات باءت بالفشل على ما يبدو لتحذيرها، فيمَا قال محققون مصريون إنهم لم يتلقوا أي تقارير عن انحرافِ عبارة سالم إكسبرس عن مسارها.
هناك اعتقادٌ بديلٌ نقلته صحيفة الأهرام يُفسّر سبب غرق السفينة وهو أنَّ القبطان غَيَّرَ مسار العبارة عمدًا إلى طريقٍ مختلفٍ في محاولةٍ منه لاختصار الطريق ولتقليل عدد ساعات الرحلة. كان الكابتن حسن مورو قد قاد السفينة عام 1988 وكان على درايةٍ بالبحر، وبحسب ما ورد فقد كان حسن معروفًا بأخذه طرقًا مختصرة بين الفينة والأخرى. يُؤكّد العديد من أفراد الطاقم أن القبطان كان في عجلةٍ من أمره بما في ذلك صلاح الممرضة في الرحلة والتي أكَّدت على أن الطاقم كان يُسرع على أمل الوصول باكرًا ومن ثمّ التوقف طوال الليل للراحةِ في سفاجا قبل المتابعة إلى السويس.

## الغرق
كان من المقرر أن تصل السفينة إلى الميناء على الساعة الحادية عشر والنصف مساءً. تقولُ المصادر أنَّ الطاقم كان مسترخيًا ولم يتوقّع حصول كارثة حيثُ كان القبطان حسن خليل مورو يستريح في حجرتهِ كالعادة. اهتزَّت السفينة بالكامل في حوالي الساعة الـ 11:13 مساءً حيث جَنَحَت حينما اصطدمت بعددٍ من الشعاب المرجانيّة وهو ما تسبَّب في تحطّم جزءٍ منها. بدأ الماءُ بعد فترة وجيزةٍ في التسرُّب داخل السفينة كما انطفأت أنوارها فأطلقَ القبطان إشارة استغاثة. بدأت السفينة مع مرور الدقائق في الغرق تحتَ المياه وهو ما دفع معظم الركّاب إلى التوجّه نحو سطحها ثمّ ما هي إلّا دقائق حتى كانت السفينة قد غرقت بالكامل. لقد تسبَّبت سرعة الغرق في حالةٍ من الذعر على سطح السفينة، فأُنزل نحو البحر قارب نجاة واحد فقط. تقولُ حنان صلاح – وهي ممرضةٌ على العبارة – إنه لم يكن هناك وقتٌ لمساعدة الناس على ركوب قوارب النجاة بل اشتكى ناجون آخرون من صعوبةٍ في الوصولِ لقوارب النجاة بعد أن دفعهم بعض أفراد الطاقم جانبًا لأخذ القواربِ لأنفسهم.
نزل بعض أفراد الطاقم إلى داخل السفينة ليطرقوا أبواب الكابينات ويُوقظوا الركاب، وفي هذا يقولُ شعبان أبو سريّة الذي غادر مقصورته بعد أن سمع صراخ أفراد الطاقم: «لقد غرقت كلها دفعة واحدة، وبالكادِ كان لديَّ وقتٌ للخروج.» كان الطقسُ سيّئًا وهو ما صعَّبَ من مهمة البقاء في الماء لمن قفز خارج السفينة وهي تغرق، كما عقَّد الطقس العاصفيّ محاولات الإنقاذ في الليل وربما أخَّرها. عثر أحد الناجين على قارب نجاةٍ في المياه بعدما قضى أربع ساعاتٍ متشبثًا بمجدافٍ خشبي رفقة ثلاث جثث، ووصف رجلٌ آخرٌ ناجين وهم يتشبثون بالباب الخشبيّ نفسه الذي جرفته الأمواج. يقولُ إسماعيل عبد الحسن – وهو سبَّاحٌ هاوي يعملُ مهندسًا زراعيًا – أنه كان على سطحِ السفينة عند غرقها حيث قفز منها ثمّ بدأ في السباحة نحو الشاطئ. ظلَّ إسماعيل على قيد الحياة لمدة 18 ساعة في الماء، فحاولَ أن يقود رجلين آخرين إلى برِّ الأمان وقد تمسَّكا بملابسه لكنهما فارقا الحياة بسبب الإرهاقِ في الطريق.

## عمليات الإنقاذ
لم يتمكّن رجال الإنقاذ بسببِ سوء الأحوال الجويّة من بدء العمل حتى فجر يوم الأحد الموافق للخامس عشر من كانون الأول/ديسمبر ومع ذلك فقد كانت العمليّة صعبة في ظلٍّ الرياح الشديدة والأمواج العاتيّة التي ساهمت في ارتفاع مستوى سطح البحر. بدأت عمليّة الإنقاذ الأولية من خِلال أربع سفنٍ تابعة للبحرية المصرية وثلاث طائرات نقل تابعة للقوات الجوية من طراز سي-130 وأربع طائرات هليكوبتر بدعمٍ من مروحيات بحرية أمريكية وأسترالية. أُلقيت سترات النجاة على الناجين، كما ساعدت القوارب السياحية في إنقاذ بغض الغارقين في البحر. أُبلغ عن إنقاذ 150 شخصًا يوم الأحد (الخامس عشر من كانون الأول/ديسمبر) – من أصل 180 ناجيًا – مع توقف محاولات الإنقاذ في الليل بسبب الطقس والظلام، قبل أن تتواصلَ مع صبيحة الإثنين الموافق للسادس عشر من كانون الأول/ديسمبر، ثمّ بدأت البحرية المصرية في يومِ الثلاثاء الموافق للسابع عشر من كانون الأول/ديسمبر البحث في أعماقِ البحر بدعمٍ من 23 متخصصًا في الغوص وهواة محليين من الغردقة وسفاجا، فانتُشلت جثث 40 حتى 50 شخصًا في اليوم الأول في ظلِّ تجمُّع عائلات الضحايا في الميناء وانتظار أيّ تحديثاتٍ جديدة.
كانت السلطات المصرية تعتزم في البداية رفع السفينة من القاع، لكنها أجَّلت ذلك إلى حين انتشال جثث الضحايا من داخل السفينة ومن الشعاب المرجانية حيث عُثر على قبطان العبَّارة حسن خليل مورو واثنين من أفراد الطاقم وهو ما يتعارض مع الشائعات حول قوارب النجاة. توقَّفت عمليات الخوص في قاع البحر بعد ثلاثة أيامٍ حيث كان من الخطير للغاية الاستمرار في الغوص أكثر فأكثر، فآثرت السلطات المصريّة إغلاق مداخل السفينة في محاولةٍ منها لحماية الموقع باعتبارهِ مقبرة لباقي جثث الضحايا الذين لم تتمكّن من انتشالهم. أمر رئيس الوزراء عاطف صدقي بالبدء في البحثِ عن أيّ أدلة لمعرفة سبب هذه الكارثة، وبحلول السادس عشر من كانون الأول/ديسمبر أقدمت السلطات المصريّة على اعتقال سبعِ ناجين من طاقم السفينة من أجل التحقيقِ معهم في سبب الغرق.

## عدد الركاب
واجهت التقارير المُبكّرة بُعيد الكارثة صعوبة في تحديد الأرقام الدقيقة لعددِ الضحايا بعدما قدَّمت السلطات تقارير متضاربة:
أعلنَ صدقي في وقتٍ مبكرٍ من مساء الأحد أنه تمَّ إنقاذ 202 شخصًا، ثمَّ قال التلفزيون المصري في وقتٍ لاحقٍ إن رئيس الوزراء أحصى ما مجموعهُ 178 ممَّن تمَّ إنقاذهم. كان هناك أيضًا عدم يقينٍ بشأنِ عدد الأشخاص الذين كانو على متنِ العبارة، حيث ورد في بيانٍ نشرته الشركة المالكة للعبارة أنَّ 658 شخصًا كانوا على متنها بما في ذلك الطاقم المكون من 71 فردًا، بينما ذكرت إدارة أمن الموانئ في سفاجا أنَّ العدد الإجمالي استقرَّ عند 589.
وردَ في تقرير خسائر لويدز البحريّة (بالإنجليزية: Lloyds Maritime Loss)‏ أنَّ العبارة كانت تنقلُ 644 راكبًا نجا منهم 180 ناجٍ فيما انتُشلت 117 جثة من إجمالي 464 ضحيّة. يذكرُ مصدرٌ آخرٌ أنَّ عدد الركاب بلغَ 650 شخصًا (578 راكبًا و72 من أفراد الطاقم)، وأعطى تقريرٌ إخباريٌّ حديثٌ رقمًا مختلفًا قليلاً بخصوص عدد الركاب حيثُ أكَّد أن العدد الإجمالي بلغَ 664 راكبًا نجا منهم 179 شخصًا وظلَّ 485 في عداد المفقودين بمن فيهم 71 من أفراد الطاقم حتى تاريخ نشر التقرير. ذكرت صحيفة نيويورك تايمز أن 10 فقط من أصل 71 من أفراد الطاقم نجوا خلال الحادثة، فيما ادَّعت مصادر أخرى أن العدد الإجمالي الحقيقي للجثث التي عُثر عليها بلغَ 850 جثّة وأنَّ العبَّارة كانت محملةٌ بعددٍ من الركاب على سطحها.

## الغوص
بقي حطام العبارة قبالة ميناء سفاجا (26 ،39'01 شمالًا، 34º03'48 شرقًا) على عمق 32 مترًا في قاع البحر. لا يزال الغوصُ في موقع الحطام أمرٌ يُثير الجدل على اعتبار أنَّ الموقع شهدَ خسائر فادحة في أرواح المدنيين واحتماليّة وجود جثث في موقع الحطام. مع أنه يُمكن تنظيم رحلاتٍ إلى موقع الحطام إلا أنَّ بعض مرشدي الغوص المحليين غير مرتاحين أو يمنعون الدخول إلى المنطقة لعدّة أسباب. يزوره آخرون في المقابل موقع غرق العبارة على اعتبار أنه واحدٌ من العديد من مواقع حطام السفن في المنطقة ويرون أن الزيارة هي بمثابة زيارة ساحة معركة تاريخية حيث فُقدت أرواح. يُمكن للزوار بطريقةٍ أو بأخرى دخول السفينة المحطَّمَة من العديد من النقاط حيث يُلاحَظ نموّ شعاب مرجانية داخلها، فضلًا عن وجودِ كمية كبيرة من القطع الأثرية المحفوظة جيدًا في مجال الحطام وداخل السفينة بما في ذلك أمتعة الركاب المكوّنة من سجادات ودراجات وقوارب النجاة في قاع البحر.